# Karsai Ferenc (tekéző)
Karsai Ferenc (Szeged, 1963. április 21. –) válogatott magyar tekéző, az 1995-ben alapított Szegedi TE elnöke.

## Játékosként
1983-ban, Poreč-ben világbajnoki bronz érmet szerzett csapatban az ifjúsági magyar válogatottal.

## Edzőként
A Szegedi TE-t 1995-ben alapította Szegedi Tekézők Egyesülete néven a Szegedi Postás jogutódjaként. Csapatával számos sikert ért el, nagyon sok híres játékos fordult meg a világ élvonalából csapatánál, mint pl. Ernyesi Róbert, Igor Kovacic, Bárány Csongor és Loncsárevity Adrián. A 2022-es Európa-kupán ezüstérmet szereztek Münchenben. 1998 óta a Positive Adamsky Szuperligában szerepel, szinte majdnem minden bajnokságot megnyert a csapat 2011 óta.